# Jeanne Samary

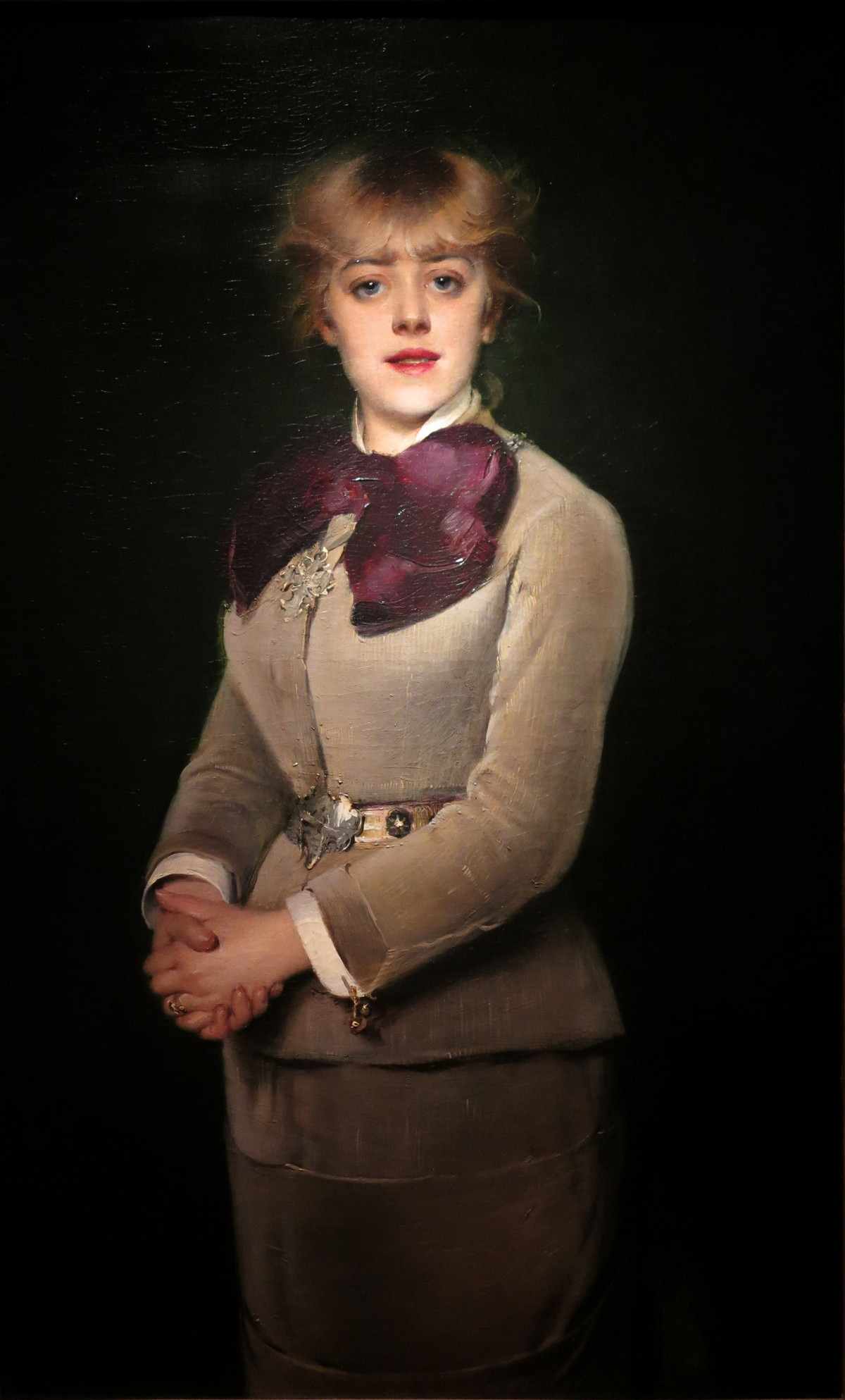
Louise Abbema, Ritratto di JeanneSamary - 1879

Jeanne Samary (Neuilly-sur-Seine, 4 marzo 1857 – Parigi, 18 settembre 1890) è stata un'attrice teatrale francese.

## Biografia
Jeanne Samary nacque il 4 marzo 1857 in una famiglia di artisti: il padre, Louis-Jacques Samary, era un violoncellista all'Opera di Parigi, e due fra le zie materne Augustine Brohan e Madeleine Brohan erano attrici della Comédie-Française come la nonna Suzanne Brohan.
Nel 1871 Jeanne entrò al Conservatoire national supérieur d'art dramatique quando aveva quattordici anni e nel 1874, a diciotto anni, ottenne il primo premio di teatro.
Debuttò il 24 agosto 1874 con la Comédie-Française nel ruolo di Dorine de Il Tartuffo; nel 1878 ottenne un posto definitivo alla Comédie-Française e si specializzò nei ruoli di cameriera e soubrette.
È conosciuta soprattutto per essere stata ritratta da Renoir in una dozzina di ritratti dipinti tra il 1877 e il 1880. Jeanne compare anche nel dipinto La colazione dei canottieri ed era stata anche modella di Renoir in una delle sue prime opere impressioniste, La Balançoire ed è modella anche per il dipinto La Rêverie che ottenne un discreto successo all'esposizione impressionista del 1877.
Jeanne Samary si sposò nel 1882 con Paul Lagarde, fratello di Pierre Lagarde dal quale ebbe tre figli.
Poco prima della sua morte scrisse un libro per bambini Les gourmandises de Charlotte dedicato ai suoi figli.
Morì nel 1890 a causa di una febbre tifoide.

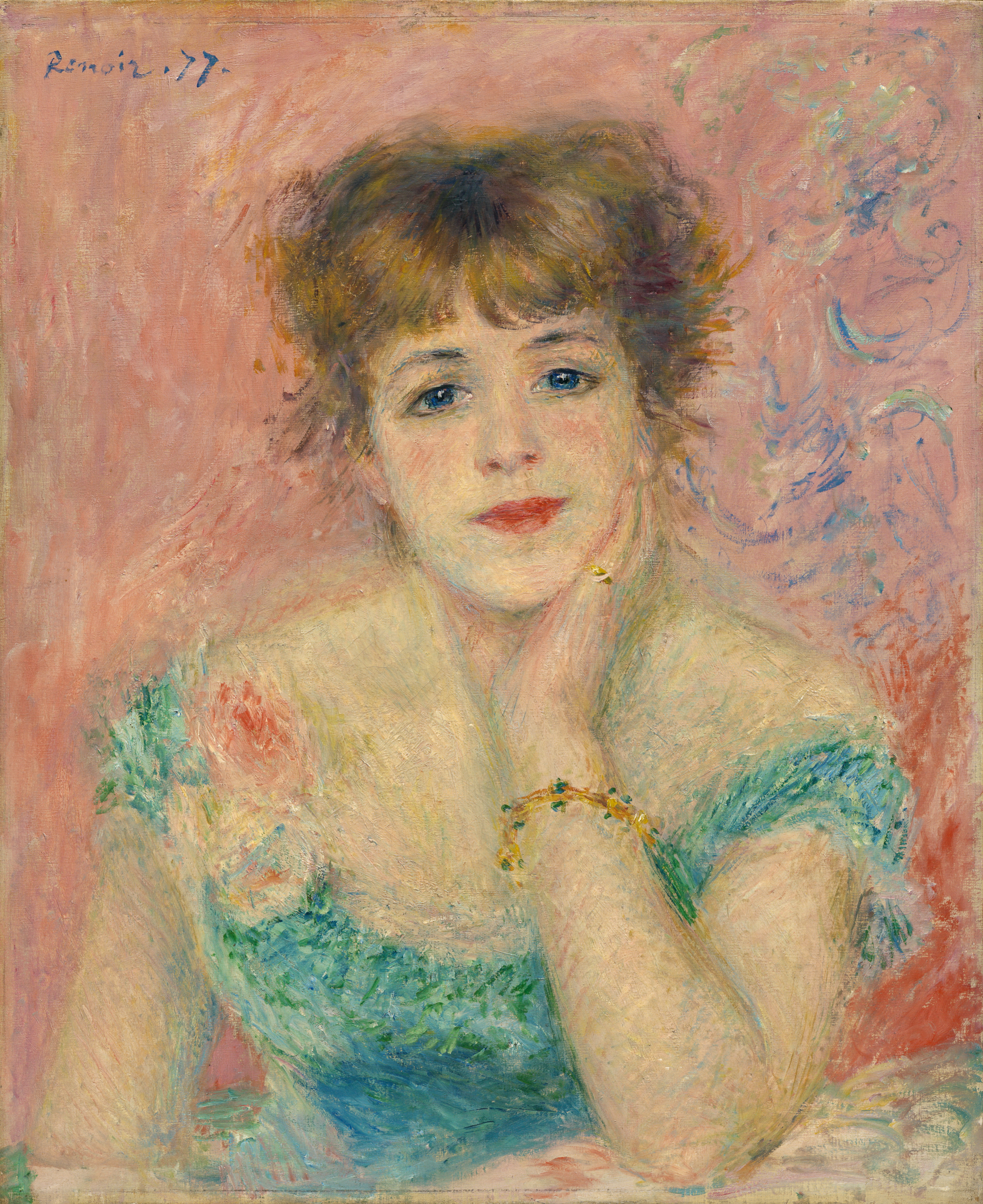
Renoir, La Rêverie - 1877

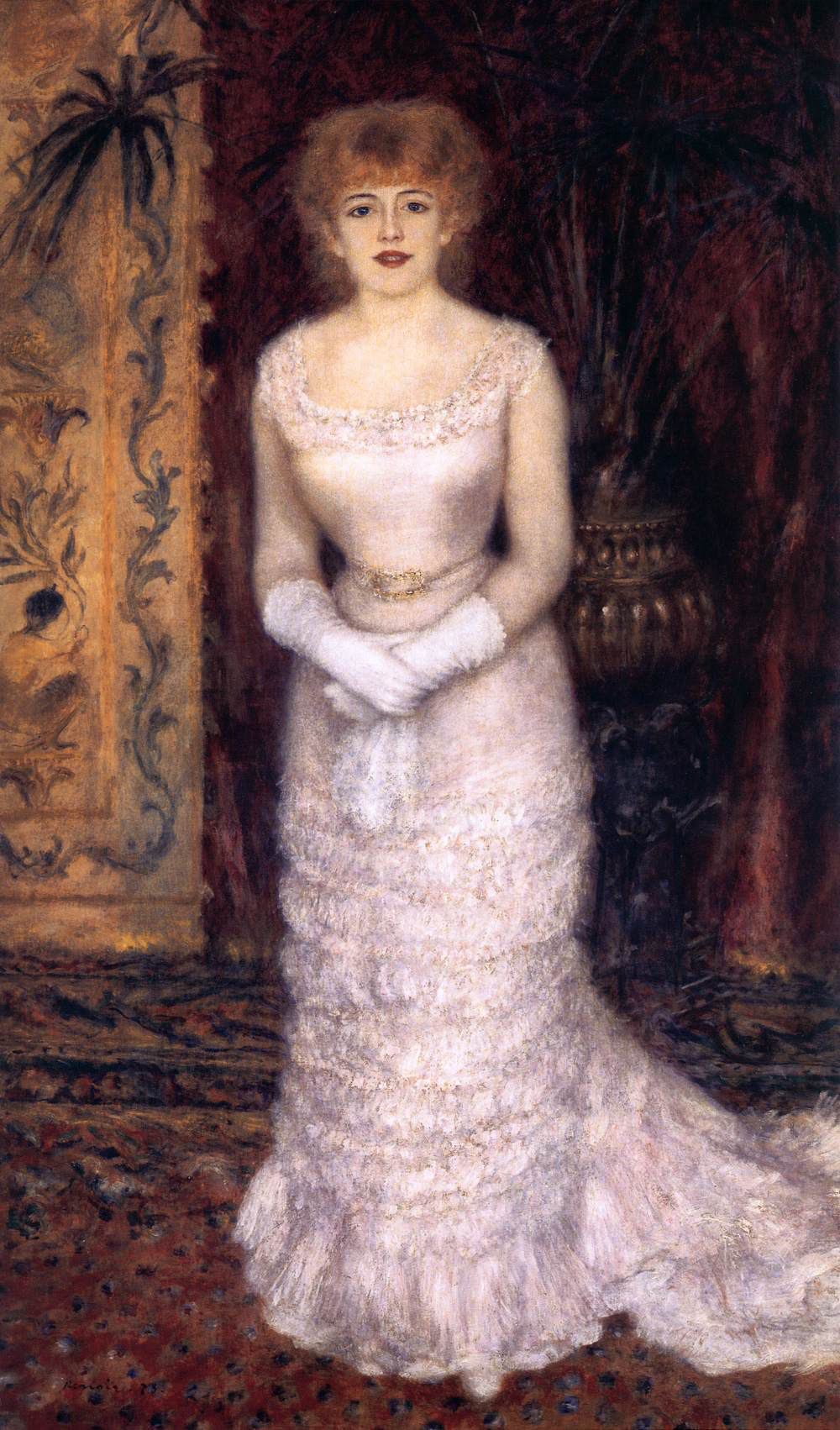
Renoir, Ritratto di Jeanne Samary - 1878

## Teatro
- 1874 - Il Tartuffo di Molière nel ruolo di Dorine
- 1875 - Oscar di Eugène Scribe e Charles Duveyrier nel ruolo di Manette
- 1875 - Le preziose ridicole di Molière nel ruolo di Madelon
- 1875 - Il Tartuffo de Molière nel ruolo di Dorine
- 1875 - Petite pluie di Édouard Pailleron nel ruolo di Pulchérie
- 1877 - Le Joueur di Jean-François Regnard nel ruolo di Nérine
- 1879 - La scuola dei mariti di Molière nel ruolo di Lisette
- 1880 - L'improvvisazione di Versailles di Molière nel ruolo di Du Croisy
- 1880 - Il borghese gentiluomo di Molière nel ruolo di Nicole
- 1882 - Le roi s'amuse di Victor Hugo nel ruolo di Maguelonne
- 1884 - La Duchesse Martin di Henri Meilhac nel ruolo di Jeanne
- 1885 - Socrate et sa femme di Théodore de Banville nel ruolo di Santippe
- 1888 - Le intellettuali di Molière nel ruolo di Martine
- 1888 - Le Mercure galant di Edme Boursault nel ruolo di Elise
- 1889 - La scuola dei mariti di Molière nel ruolo di Lisette
- 1890 - Il borghese gentiluomo di Molière nel ruolo di Nicole